# 211-та фольксгренадерська дивізія (Третій Рейх)
211-та фольксгренадерська дивізія (Третій Рейх) (нім. 211. Volksgrenadier-Division) — піхотна дивізія народного ополчення (фольксгренадери) вермахту за часів Другої світової війни.

## Історія
211-та фольксгренадерська дивізія сформована 25 листопада 1944 року на військовому полігоні «Группе» поблизу Грауденца шляхом переформування розгромленої в Білорусі 211-ї піхотної дивізії. Після формування дивізія була передана в Угорщину і билася у складі 8-ї армії. В ході воєнних дій частинам дивізії довелося відійти до Нижньої Австрії. В березні в районі Будейців вона частково потрапила в полон до Червоної армії та американців. Решта капітулювала у травні на території Австрії.

## Райони бойових дій
- Угорщина, Чехословаччина, Австрія (листопад 1944 — травень 1945).

## Командування

### Командири
- генерал-лейтенант Йоганн-Генріх Екгардт (25 листопада 1944 — 8 травня 1945)

### Підпорядкованість
| Час     | Корпус              | Армія | Група армій (округ)   | Штаб          |
| ------- | ------------------- | ----- | --------------------- | ------------- |
| 1945    |                     |       |                       |               |
| січень  |                     |       | Група армій «Південь» | Угорщина      |
| лютий   | тк «Фельдхернхалле» | 8 А   | Група армій «Південь» | Угорщина      |
| травень | тк «Фельдхернхалле» | 8 А   | Група армій «Австрія» | Нижня Австрія |

### Склад
| 1945                                     |
| ---------------------------------------- |
| 306-й гренадерський полк                 |
| 317-й гренадерський полк                 |
| 365-й гренадерський полк                 |
| 211-й артилерійський полк                |
| 211-й протитанковий дивізіон             |
| 211-й інженерний батальйон               |
| 211-та рота зв'язку                      |
| 211-те дивізійне управління забезпечення |

## Нагороджені дивізії
Нагороджені дивізії
|  | Кавалери Нагрудного знаку ближнього бою в золоті                                                           | 1 |
|  | Кавалери Золотого Німецького Хреста                                                                        | 73 |
|  | Кавалери Срібного Німецького Хреста                                                                        | 2 |
|  | Кавалери Лицарського хреста Залізного хреста з Дубовим листям                                              | 3 (№ 462 фельдфебель Георг Бонк — 09.06.1944 № 575 оберст Рудольф Флінцер — 05.09.1944 № 644 генерал-лейтенант Йоганн-Генріх Екгардт — 03.11.1944) |
|  | Кавалери Лицарського хреста Залізного хреста                                                               | 18 |
|  | Кавалери Почесної відзнаки Сухопутних військ «Почесна застібка на орденську стрічку для Сухопутних військ» | 10 |